# Statens försöksskola
Statens försöksskola i Linköping (SFL) var en gymnasieskola i Linköping verksam från 1958 till 1968.

## Historia
Skolan startade 1958 under ledning av Eve Malmquist och inrymdes i den 1956 uppförda Tornhagsskolan, ritad av arkitekten Åke E. Lindqvist. 
Under tioårsperioden 1958–1968 hade den en unik ställning som Statens försöksskola. Bakgrunden var att flera utredningar genomförts under 1940- och 1950-talet om hur skolan i Sverige skulle reformeras, vilket så småningom ledde fram till införandet av en gemensam grundskola 1962. Under 1950-talet genomfördes försök på skolor runtom i Sverige där den nya skolformen förbereddes. 1957 års skolproposition föreslog dock att en särskild statlig försöksskola skulle skapas och den placerades i Linköping. En fördel med Tornhagsskolan var att den var helt nybyggd. Här genomfördes under en tioårsperiod en mängd experiment inom undervisningen.  Verksamheten lydde under Skolöverstyrelsens försöksavdelning och den pedagogiska institutionen vid Lärarhögskolan i Stockholm. Försöksskolan lades ner 1968 då verksamheten överfördes till Lärarhögskolan i Linköping.
Studentexamen gavs från omkring 1962 till 1968.